# Terminal de Ómnibus General Julio Prado Montaño
La Terminal de Ómnibus General Julio Prado Montaño fue la primera terminal de autobuses de Santa Cruz de la Sierra con infraestructura adaptada para servicios de traslado de pasajeros tanto en Bolivia como al exterior del país. La infraestructura fue diseñada por el arquitecto Sergio Antelo Gutiérrez y la responsabilidad de la construcción fue realizado por el Comité de Obras Públicas de Santa Cruz. Fue inaugurada el 20 de mayo de 1978 y sirvió como parada de autobuses en Santa Cruz hasta la apertura de la Terminal Bimodal. Debido a la falta de espacio para los motorizados, que sobrepasaron la capacidad de la infraestructura, fue declarado urgente su proceso de traslado, que comenzó en 1995. En 2001, mediante una ley municipal, se decidió el cierre de sus operaciones. Actualmente, es propiedad de la Alcaldía de Santa Cruz, y es usada en ocasiones como albergue.